# Willy-Brandt-Gymnasium Oer-Erkenschwick
Das Willy-Brandt-Gymnasium, nach dem ehemaligen Bundeskanzler Willy Brandt benannt, liegt im Zentrum Oer-Erkenschwicks. Da das Willy-Brandt Gymnasium das einzige Gymnasium vor Ort ist, hat es die Aufgabe ein umfassendes Unterrichtskonzept zu bieten, es ist also nicht auf einzelne Gebiete spezialisiert.

## Geschichte
Das Willy-Brandt-Gymnasium (WBG) wurde im Jahre 1979 von Heribert Bücker, Heinz Senf, Jürgen Trockel und Jochen Koch gegründet. Es war zunächst in dem jetzigen Gebäude der Realschule untergebracht. Danach zog das Gymnasium in das Gebäude der Ewaldschule neben dem ehemaligen Hallenbad. 1981 verlegte das WBG seinen Standort erneut, diesmal in das Gebäude an der Christoph-Stöver-Straße, in dem es noch heute zu finden ist. Erst 1994 erhielt das Gymnasium seinen heutigen, von den Schülern ausgewählten Namen: „Willy-Brandt-Gymnasium“. Bei der Feier der Namensgebung hielt Peter Brandt, ältester Sohn Willy Brandts, die Festrede. Im November 2003 bekam die Schule eine Bücherei mit etwa 900 Büchern. Im Jahre 2004 feierte das WBG sein 25-jähriges Jubiläum. In der Festwoche anlässlich des Jubiläums war Horst Ehmke, ehemaliger Kanzleramtsminister unter Willy Brandt, als Festredner engagiert.

## Gebäude
Der heutige Altbau wurde im Jahre 1979, der Neubau im Jahre 2012 fertiggestellt, wobei sich die Gesamtsumme für diesen Anbau auf ca. 435.000 Euro belief, was mit Hilfe des Konjunkturpaket II von der Stadt finanziert wurde. Auf ca. 300 m² beherbergt der Neubau einen großen Klausurraum, Räume für die Stufenverwaltungen und die Beratungslehrer sowie für die Sozialarbeiterin.

## Schulprogramm
Die Schule bietet eine Offene Ganztagsschule für bis zu 30 Kindern an. Im Zeitraum zwischen der achten Klasse und der Oberstufe werden mehrere Klassenfahrten angeboten. Neben diesen Fahrten pflegt die Schule Kontakte im Rahmen von mehrtägigen Austauschen mit Lille/Frankreich, Newcastle/England  und Oba/Türkei. Der Englandaustausch kann im Jahre 2013 auf ein 20-jähriges Bestehen zurückblicken.
Die Schule hat ein Orchester, eine Brass-Band, eine Musical-AG sowie verschiedene Stufen-Chöre und ein Vokal-Ensemble. Daneben bietet die Schule verschiedene Arbeitsgemeinschaften an und führt in der Weihnachtszeit ein Sozialprogramm für Entwicklungsländer in Zusammenarbeit mit dem Lions Club durch.

## Schüler und Absolventen
in der Reihenfolge des Geburtsjahres
- Dunja Hayali (* 1974), deutsche Journalistin und Moderatorin beim ZDF-Morgenmagazin
- Andreas Buschatz (* 1975), Konzertmeister des Gewandhaus-Orchesters Leipzig
- Frank Busemann (* 1975), ehemaliger deutscher Leichtathlet
- Birte Glang (* 1980), deutsche Schauspielerin und Model